# Йосип Єлачич
Граф Йо́сип Єла́чич-Бужи́мський (хорв. Josip grof Jelačić Bužimski; 16 жовтня 1801, Петроварадин, нині Нові-Сад, Славонія, «Військова границя» Габсбурзької імперії, нині Воєводина, Сербія — 20 травня 1859, Загреб) — австрійський полководець хорватського походження, бан Хорватії з 23 березня 1848 до 19 травня 1859 року. Відомий як активний учасник придушення Угорської революції 1848—1849 рр. (вожді революції відмовились визнати незалежність або хоча б автономію Хорватії, внаслідок чого Єлачич став їх непримиренним ворогом). Також відомий тим, що скасував у Хорватії кріпосне право.

## Молодість і військова служба
Син хорватського барона Франьо Єлачича Бужимського (за австрійськими документами — Франц барон фон Єлачич, 1746—1810), фельдмаршал-лейтенанта (чин приблизно відповідав сучасному генерал-лейтенанту), і Анни Портнер фон Гефляйн (австрійського походження). Закінчив Терезіанум і вступив на службу до австрійської армії 11 березня 1819 року в чині лейтенанта в полк барона Вінко фон Кнежевича. Цікавився історією та іноземними мовами, добре розмовляв всіма південнослов'янськими мовами, а також німецькою, італійською та французькою.
1 травня 1825 року отримав звання обер-лейтенанта, а 1 вересня 1830 року — капітана. Брав участь у битві при Великій Кладуші (у Боснії) 17 жовтня 1835 року в ході воєнної кампанії проти боснійців, які воювали на боці Османської імперії, за що був відзначений медаллю. 20 лютого 1837 дістав звання майора і був переведений у полк барона фон Гольнера, від 1 травня 1841 року вже у званні оберст-лейтенанта (підполковника) і переведений у перший полк хорватської границі (Banat-Grenz-Regiment), розквартирований у Глині (нині центральна Хорватія). 18 жовтня того ж року Йосипу Єлачичу було достроково присвоєно звання оберста (полковника) й призначена посада військового адміністратора області. Завоював симпатії місцевого населення, оскільки прагнув захищати його інтереси під час військових дій.
22 березня 1848 року Єлачич отримав звання генерал-майора. У той же день Сабор (національні збори Хорватії у складі Угорського королівства) обрали його на посаду бана Хорватії. Сабор також ухвалив, що від цього дня депутати Сабору обиратимуться згідно з прямим виборчим правом, і що найближчі вибори відбудуться в травні 1848 року.
7 квітня 1848 року Єлачичу було присвоєно звання фельдмаршал-лейтенанта, у зв'язку з чим він став командувачем всіх габсбурзьких військ у Хорватії.

## Революція 1848-1849 років в Угорщині
У роки Угорської революції (1848—49) Йосип Єлачич був одним з найактивніших учасників її придушення, відповідно, його діяльність оцінюють по-різному в трьох сучасних державах — Австрії, Хорватії та Угорщині.
Єлачич вирушив до Відня, де дав присягу на вірність Імператорові, але відмовився присягати як бан Хорватії, оскільки Хорватія була адміністративно підпорядкована Угорщині, з чим Єлачич був категорично не згодний. Відносини між Австрією та Угорщиною погіршилися після початку Угорської революції 15 березня 1848 року. Присягу як хорватський бан Єлачич склав згодом — 5 червня 1848 року, але через відсутність єпископа Юрая Гавлика присягнув перед Сербським Патріархом Йосифом Раячичем.
На посаді бана Хорватії Йосип Єлачич підтримував прагнення хорватів до автономії від Угорщини і послідовно розривав адміністративні зв'язки з останньою. Спочатку імператорський двір протистояв його самоуправству, навіть оголошував його бунтівником, а Хорватський Сабор називав нелегітимним органом. Тим не менш, критика на його адресу залишилася без серйозних наслідків, оскільки хорватські сили під керівництвом Єлачича, лояльні імператору, становили значну потугу, водночас для Відня це була своєрідна противага угорському уряду Лайоша Баттяні.
Повернувшись у квітні у Загреб, Єлачич відмовився підкоритися новому угорському уряду Баттяні, відмовився узагалі співпрацювати з ним і призначив вибори хорватського Сабору на 25 травня 1848 року.

## Рішення Сабору під час Революції
Сабор висунув імператору Австрії наступні вимоги:
1. об'єднати всі хорватські провінції (хорватсько-славонське королівство, Істрію та Далмацію);
2. відокремити їх від Угорського королівства;
3. скасувати кріпосне право;
4. надати громадянські права;
5. закріпити законодавчо рівність усіх націй.

Сабор категорично виступив проти політики мадяризації веденої урядом Лайоша Кошута.
19 квітня 1848 року Єлачич проголосив союз хорватських провінцій і відокремлення від Угорського королівства. Водночас він заявив про беззастережну лояльність дому Габсбургів. Хорватська конституція 24 квітня 1848 року постановила, що «мови всіх народів повинні бути непорушними». З приводу кріпосницького права Єлачич вирішив відкласти вирішення цієї проблеми до завершення революції. Це його рішення викликало протести, які були втім придушені — військові суди засудили до смерті деяких заколотників.
Згодом, у травні того ж року, Єлачич заснував Банську раду, яка фактично стала урядом Хорватії.

## Перемовини
Австрійський імператор терміново викликав Єлачича в Інсбрук, куди переїхав двір на час повстання, і повідомив йому, що хорватські та славонські війська в італійських провінціях бажають долучитися до військ у Хорватії, проте він не може допустити цього, оскільки тоді військова міць регіону виявиться ослабленою. У зв'язку з цим Єлачич наказав усім військам, розташованим в Італії, залишатися в місцях дислокації.
Ставлення австрійської влади до незалежності Хорватії від Угорщини було непослідовним. Спочатку Австрія противилася відокремленню Хорватії від Угорщини. Повертаючись у Загреб, Єлачич прочитав на станції Лієнц маніфест імператора, яким той звільняв Єлачича від усіх займаних посад. Тим не менш, Єлачич зберіг лояльність імператору і продовжував підтримувати стосунки з імператорським двором, особливо з матір'ю імператора Софією.
Негайно після прибуття в Загреб він отримав наказ імператора вступити в переговори з угорським урядом, що проходили у Відні. Під час перемовин Єлачич вступив у суперечку з Баттяні, головою угорського уряду, в питанні про «хорватський сепаратизм». Баттяні намагався звинуватити Єлачича в намірі відокремитися від Австрії. У відповідь на ці закиди Єлачич назвав угорців бунтівниками. Граф Баттяні пригрозив, що подібна позиція може обернутися громадянською війною, на що Єлачич заявив, що відмовляється від продовження переговорів.
Єлачич повернувся до Хорватії, де угорці зібрали війська на кордоні та розповсюджували ворожі прокламації проти Єлачича.

## Війна за відокремлення Хорватії від Угорщини
У серпні Єлачич проголосив маніфест до хорватів, де він відкинув звинувачення в тому, що автономія Хорватії сприяє панславізму:
«як син хорватської нації, як прихильник свободи, як підданий Австрії, я відданий конституційному імператору Імперії та її королям, і я бажаю великої, вільної Австрії».
1 вересня Єлачич у Вараждині перетнув Драву, маючи 45 000 солдатів плюс 10 000 хорватських повстанців. Постачання австрійцями було організоване погано, тому війська просувалися по угорській території повільно, забезпечуючи себе поборами з місцевого населення.
Ентузіазм хорватських військ зріс, коли в Шіофоку бан отримав листа від Фердинанда I, який скасував маніфест про відставку Єлачича, і призначав його на посаду головнокомандувача всіх військ в Угорщині.
Під час наступу на Пешт-Буду (нині Будапешт) Єлачич отримав лист від ерцгерцога Стефана, який повідомляв йому, що імператор вирішив призначити графа Баттяні главою нового уряду, що мало означати завершення заворушень в Угорщині; Єлачичу ж рекомендувалося зупинити військовий наступ і обговорити подальші дії в ерцгерцога. Єлачич відповів, що не може зупинити свою армію негайно, але готовий вести дискусії на кораблі ерцгерцога в порту Балатонсемеш. Зустріч не відбулася, оскільки, згідно з австрійськими джерелами, радники Єлачича порадили йому утриматися від неї, зважаючи на небезпеку угорських найманих вбивць. Після провалу цього заходу Стефан втік з Угорщини.

## Битва при Пакозді
Армія Єлачича оволоділа Секешфегерваром 26 вересня 1848 року. Того ж дня імператор призначив генерал-лейтенанта Ференца Ламберга командувачем усіх військ в Угорщині, але це призначення було анульоване угорським парламентом. Лайош Кошут закликав угорців до опору, а виконавча влада була передана в руки Національного комітету захисту батьківщини (угор. Országos Honvédelmi Bizottmány). Ламберг, який намагався встановити командування угорськими військами, був упізнаний і вбитий.
Єлачич просувався вперед і досяг озера Веленце 29 вересня, де зустрівся з угорськими військами. Після перших сутичок генерал-лейтенант Янош Мога відступив на північ від Шукоро. Єлачич зажадав від Мога виступити проти повстанців і «повернутися на шлях честі і обов'язку», але Мога відмовився, а його армія атакувала Єлачича між його позиціями і Пакоздом. Битва при Пакозді тривала кілька годин; згідно з угорськими джерелами, Єлачич був розбитий, а згідно з хорватськими, він лише відступив.
Наступного дня, 30 вересня, Єлачич попросив триденного перемир'я, він хотів використати цей час, щоб зачекати на армію Рота. Незабаром він зміг оцінити перевагу угорських військ, а також погане озброєння і втому власних. Більше того, 1 жовтня шляхи постачання, що вели до Хорватії, були відрізані повстанцями, тому він рушив у напрямку Відня. 3 жовтня Мога рушив слідом за Єлачичем, але не атакував його війська.
4 жовтня Фердинанд I знову призначив Єлачича головнокомандувачем всіма військами в Угорщині і розпустив угорський парламент.

## Боротьба проти заколоту у Відні
Австрійський військовий міністр Теодор Байє фон Латур викликав до Відня гвардію, щоб вона приєдналася до військ Єлачича, але це викликало повстання у Відні 6 жовтня. Латур був упізнаний у Мошонмадяроварі та вбитий. 7 жовтня командувач Мор Перцель розгромив армії генералів Рота і Филиповича і захопив обох у полон. Угорський парламент скасував декрет 4 жовтня.
Єлачич попрямував до Відня, щоб приєднатися до військ, що стояли біля міста. Під командуванням генерал-лейтенанта Тодоровича він організував корпус з 14 000 вояків, які рушили на південь у Штайр для захисту Хорватії.
Віденський революційний комітет звернувся за допомогою до угорського уряду. 10 жовтня при Лааер-Берзі Єлачич приєднався до австрійських військ під командуванням Ауершперга, до яких також долучилися сили Каргера з Пресбурга, полк графа Вальмодена і полк Франца-Йосипа. Про об'єднання сил виголосив фельдмаршал Альфред Віндіш-Ґрец. 21 жовтня, побачивши перевагу сил австрійців, Мога відійшов від кордонів Австрії, і повстання у Відні було придушене. Війська Єлачича вели бої у передмістях Відня — Ландштрассе, Ердберзі і Вайсгербері.

## Зимова кампанія фельдмаршала Віндішгреца
21 жовтня, коли було вже запізно, Лайош Кошут наказав Мога повернутися до Відня. Таким чином, 30 жовтня угорські сили зіткнулися з військами Єлачича біля Швехата. В результаті стрімкої контратаки угорські війська були розгромлені. З причини поразки Мога поступився посадою командувача А. Гергею.
2 грудня Фердинанд I зрікся престолу і новим імператором став Франц-Йосиф. 13 грудня Віндіш-Грец перетнув адміністративний кордон Угорщини. 16 грудня Єлачич також перейшов кордон і розгромив угорські війська біля Парндорфа, а пізніше зайняв Мошонмадяровар і Дєр. Знаючи, що Мор Перцель розташувався біля Мора, Єлачич зробив обхідний маневр у напрямку міста і розгромив там угорські війська, захопивши 23 офіцери і 2 000 полонених солдатів. Після цієї битви Пешт-Буда опинилися у небезпеці, тому угорський уряд втік у Дебрецен. Гергей ще міг протистояти деякий час наступові Єлачича біля Тетені, однак уже 5 січня Віндіш-Грец разом з Єлачичем захопив Пешт-Буду.

## Наступні бої
Після захоплення Пешт-Буди великі бої припинилися. Віндіш-Грец оголосив військову диктатуру, захопив Баттяні і зажадав капітуляції. Він рушив на Дебрецен, але був зупинений Перцелем біля Сольнока й Абоню. Кошут призначив Генріка Дембінського командувачем замість Гергея і розпочав стратегічний контрнаступ, але був розгромлений поблизу Капольни. Віндіш-Грец наказав Єлачичу рушити на Ясфеньсару. 4 квітня Дьордь Клапка атакував його, але біля Тапіобічке Єлачичу вдалося його відкинути. 5 квітня Дам'янич знову взяв Сольнок. Єлачич отримав новий наказ — відійти від Ясфеньсару і рушити до Геделле. 2 квітня Єлачич зустрів Дам'янича біля Тапіобічке й зазнав поразки. 6 квітня Віндіш-Грец разом з Єлачичем зазнав серйозної поразки біля Ішасега й відступив у передмістя Пешт-Буди.
Після поразки граф Віндіш-Грец був знятий з посади головнокомандувача і замінений спочатку генералом Вельденом, потім Хайнау. Єлачич дістав наказ зібрати розпорошені війська в південній Угорщині та організувати армію. Ця армія, що складалася з 15 800 піхотинців, 5 100 кавалеристів і 74 гармат, негайно вирушила в Есек (зараз Осієк). Під час цього маршу на південь Єлачич змушений був очищати регіон від повстанців, особливо в Печі. В результаті низки невдалих рішень армія Єлачича не спромоглася з'єднатися з імператорською і була вимушений перейти до оборонних дій.

## Битви у Славонії
У травні 1849 року Єлачич попрямував з Есека у Вуковар, Уйлакі (зараз Ілок), Сремські Карловці, Товарник і далі. Він перебував у складному становищі, оскільки австрійці звернулися по допомогу в придушенні повстання угорців до Російської імперії, через що Єлачич почав втрачати фінансову підтримку центральної (австрійської) влади. Його військам не вистачало одягу, озброєння і провізії, крім того, холера забрала життя багатьох його солдатів.
Сербські війська під командуванням Кузмана Тодоровича змушені були здати угорцям ряд стратегічних пунктів, зокрема Петроварадин, де були військові запаси продуктів, оскільки місцеве населення підтримало Угорську революцію. У квітні Мор Перцель захопив Сенттамаш, обійшов Петроварадин і розгромив Тодоровича, тому зміг захопити Панчево і врешті-решт разом з Бемом захопив район Темешкез.
Єлачич, відрізаний від постачання, укріплював свої війська для оборони і вів невеликі бої у Славонії. Обози з провізією від Австрійської імперії застрягли біля Саланкемена. У червні він вирішив прориватися і попрямував до лінії Сомбор-Дунафельдвар. Під час цього походу, 6 червня, Перцель напав на нього поблизу Каті (Кач) та Жабалі. Єлачич розбив Перцеля і рушив уперед, але не зміг захопити Уйвідек (сьогодні Нові-Сад).
24 червня він успішно зайняв Обече, проте місто було відбито угорцями 28 червня. Таким чином, Єлачич не зміг вибити угорські війська з Бачки.
Після падіння Темешвара (тепер Тімішоара, Румунія) Єлачич приєднався до військ Хайнау, і після закінчення революції вирушив до Відня, щоб обговорити реорганізацію Хорватії, Славонії і прикордонних регіонів.

## Після революції
Після відновлення миру Єлачич повернувся до Хорватії, де його зустріли як національного героя і рятівника вітчизни. Він отримав від Франца Йосифа медаль ордена Марії Терезії та хрест Ліпотського ордена. 24 квітня 1854 року він отримав титул графа Єлачича Бужимського. Також Єлачич отримав медалі від російського царя, саксонського короля, ганноверського короля і пармського герцога.

## Суперечлива репутація

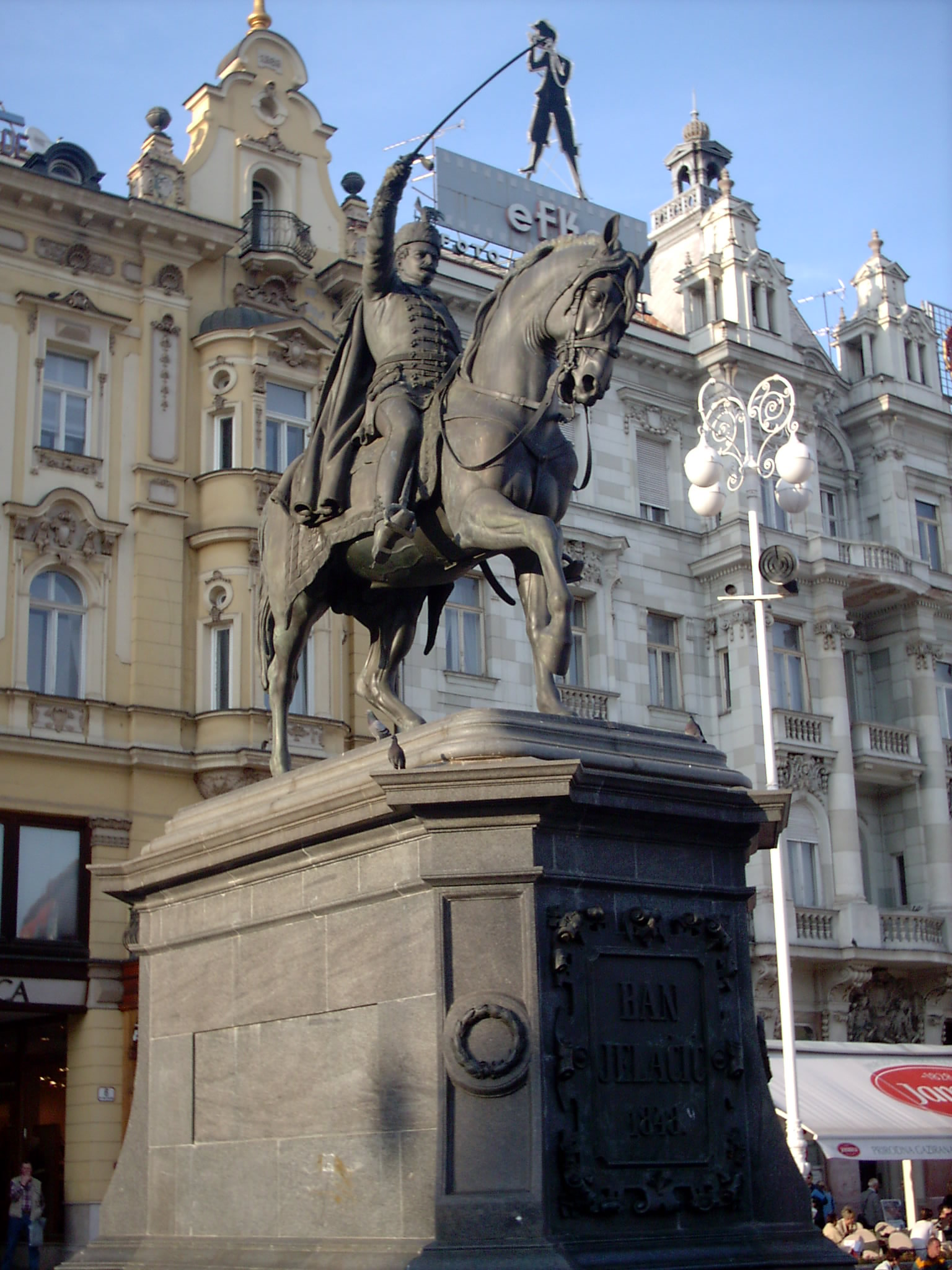
Пам'ятник Єлачичу в Загребі (скульптор Антон Домінік Фернкорн).

Прийнята після придушення повстань нова конституція Австрійської імперії позбавила місцеві органи в Угорщині політичної влади, однак це обмеження торкнулося й Хорватії, незважаючи на її лояльність під час військових дій (тобто Сабор був розпущений). Попри це, бан Єлачич ратифікував нову Конституцію 1849 року і продовжував забороняти різні газети, що публікували антиавстрійські статті.
У 1851 році, коли барон Александр фон Бах став правителем Угорщини, Єлачич працював під його керівництвом і не протидіяв германізації Хорватії. Однак 11 грудня 1852 року він добився піднесення Загребської єпархії до архієпархії й отримання незалежності від угорського примаса. Він залишався на посаді хорватського бана до самої смерті в 1859 році в Загребі.
В останні роки свого життя й опісля Єлачич був відносно непопулярною постаттю в середовищі таких відомих політиків-прихильників незалежності Хорватії, як, наприклад Анте Старчевич, а також серед людей, які зазнали втрат через військову кампанію. Особа Єлачича й дотепер вкрай негативно сприймається в Угорщині, як одного з головних винуватців придушення революції. Однак у сучасній незалежній Хорватії Йосипу Єлачичу віддають таку ж шану, як і його тогочасним критикам — «батькові Хорватії» Анте Старчевичу та неформальному лідерові хорватів до 1928 року Степану Радичу.

## Після смерті
Центральна площа столиці Хорватії Загреба носить ім'я бана Йосипа Єлачича починаючи з 1848 року, розкішний пам'ятник національному героєві був споруджений на ній у 1866 році. Спершу статуя вказувала шаблею у бік давнього ворога Хорватії — Угорщини, але нині фігуру бана повернуто так, що шабля показує в протилежний бік.
Патріотичну пісню «Повстань, бане!» (хорв. Ustani bane!) написано на честь Єлачича.
Портрет Єлачича зображено на хорватській банкноті 20 кун, хорватських поштових марках 1992, 1998—1999 років